# 石间站
石間站（韓語：석간역）是朝鮮民主主義人民共和國平安南道价川市朝陽洞的一個鐵路車站，属于朝阳煤矿线。

## 邻近车站
朝阳煤矿线
舊邑站 - 石間站 - 朝阳煤矿站